# SNVI TB 400
 (juin 2018).
Le SNVI TB 400 est un camion et un tracteur de semi-remorque lourd fabriqué par le constructeur algérien SNVI en deux versions civile et militaire.
Il est motorisé par un 6 cylindres de 410 chevaux.

## Les différentes versions du SNVI TB 400
- TB 400 4x2 avec lot hydraulique
- TB 400 6x4 Tracteur Routier
- TB 400 RTMD
- TB 400 plateau céréalier